# 蔗埕線
蔗埕線（しょていせん）は台湾嘉義県六脚郷の蒜頭糖廠蔗埕文化園区にある台湾糖業鉄道の観光軽便鉄道路線。

## 路線資料
- 経営管轄：台湾糖業公司
- 路線距離：高鐵嘉義 - 故宮南院間4.4km
- 軌間：762mm
- 駅数：4
- 複線区間：無
- 電化区間：無

## 沿革
かつての南靖線とその後計画された南北平行予備線の一部で構成されている。蒜頭糖廠と南靖駅（当時の駅名は水上）を結んでいた全長10.7kmの南靖線が廃止され、一部が観光路線として2003年に復活したのが蔗埕線である。「蔗埕」は台湾語「サトウキビ積込場」の意味である。
2017年秋以降、かつて高雄糖廠（橋頭糖廠）で1973年まで使われていたコッペル社製の650型蒸気機関車（1928年製）が当地で復活運行される予定。
この機関車は引退後に日本企業が買い取り協三工業による修復を経て宮城県蔵王町で保存されていたが、倒産後は日本の愛好家が引き取り2003年に嘉義県政府に寄贈されていた。その際は中華民国鉄道文化協会理事長だった許乃懿と陽明海運、立法委員で2014年以降は嘉義県長の張花冠の尽力があったとされている。
その後県内朴子市の樸仔脚火車頭公園（旧朴子駅）で展示されていたが、2017年8月現在台南市新営区の新営糖廠構内での試運転と最終テストが行われており、蒜頭糖廠に運ばれる。

### 延伸計画

#### 高鉄嘉義方面
2017年3月に行政院の基礎インフラ計画「前瞻基礎建設計画」に組み込まれ、国立故宮博物院南部院区と高鉄嘉義駅に延伸する計画が始動した。2019年2月、前瞻計画での経費補助により嘉義県政府が提出していた高鉄嘉義駅周辺地区の土地用途変更を含む都市計画変更手続が内政部の審査を通過し、着工へ向けて前進した。高鉄嘉義駅への延伸は2021年9月28日に本格着工し、2022年9月29日、交通部による最終監査が実施され、開業前の要改善事項5項目が指摘されるも条件付きで通過。10月8日、延伸開業。

#### 故宮南院方面
2021年8月に行政院で確定した故宮南院への延伸は2023年秋を予定している。

## 駅一覧
故宮南院 - 蒜頭 - 蔗埕 - 高鐵嘉義

## 利用状況
平日は団体旅客向けに10:00と15:00の2便が運行される。蔗埕で折り返し園内を周回して蒜頭駅に戻る。休日は入園者数次第で適宜増便される。

## ギャラリー

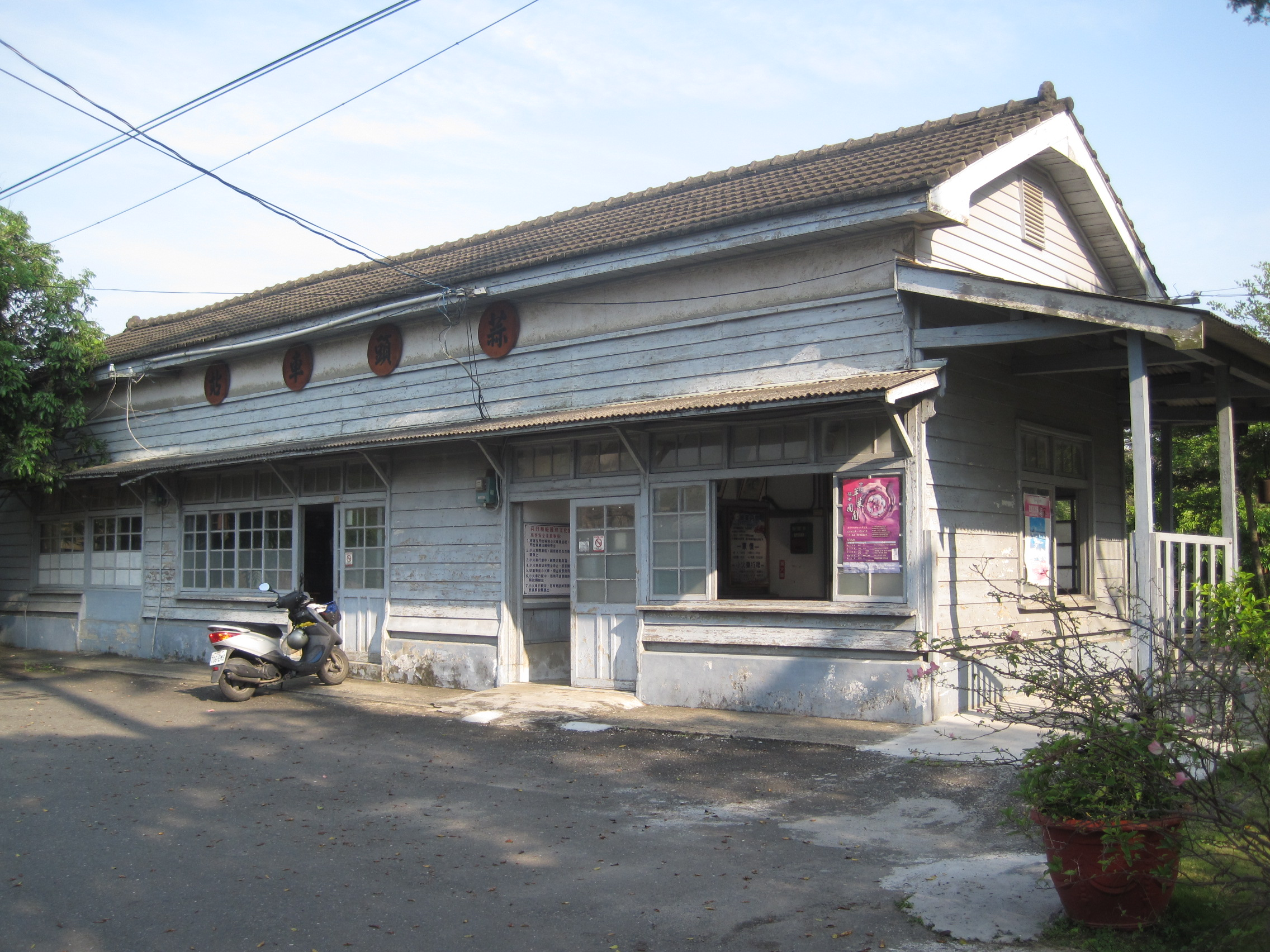
蒜頭駅
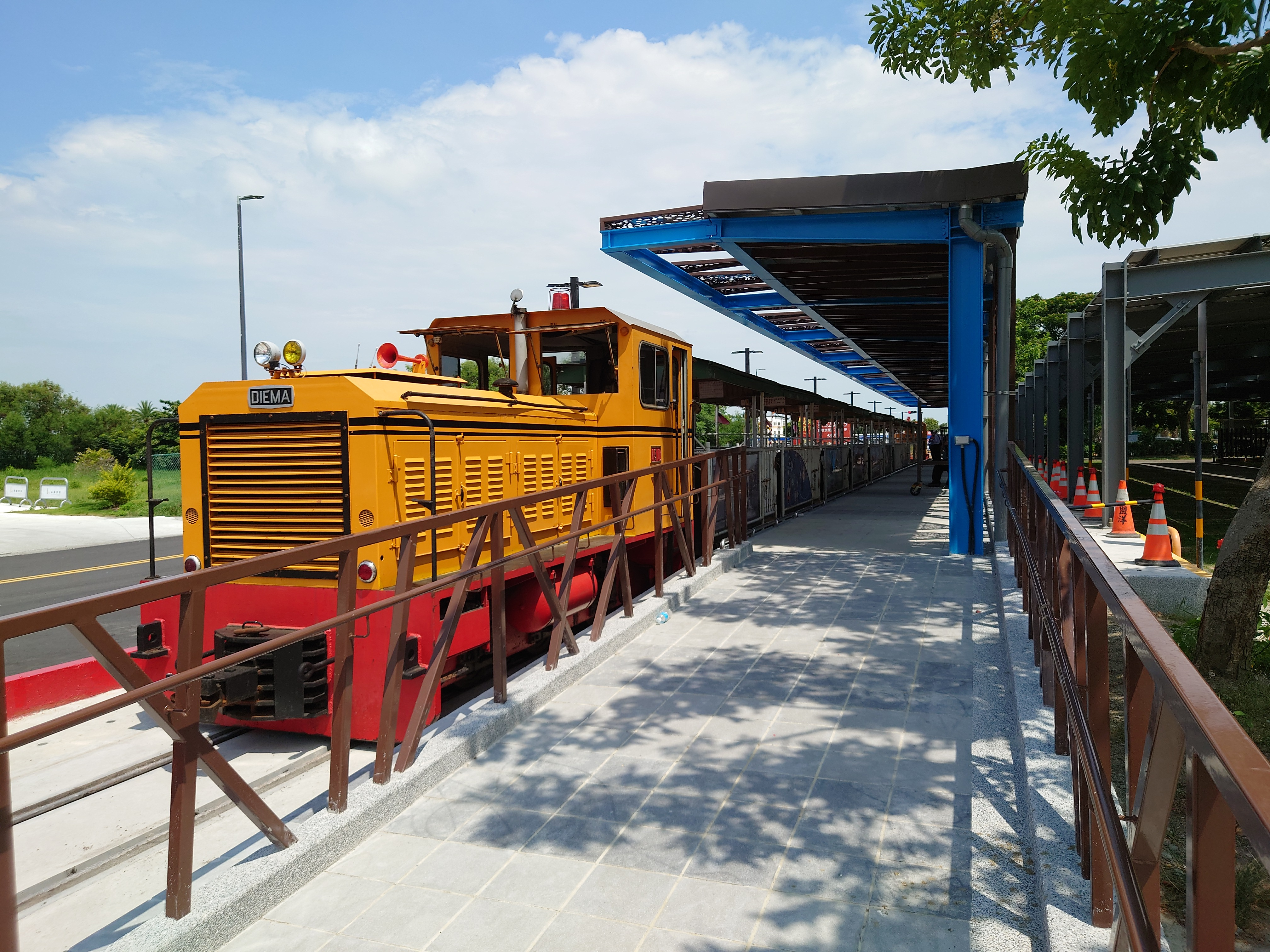
竣工直後の高鐵嘉義駅五分車のりば（2022年8月）
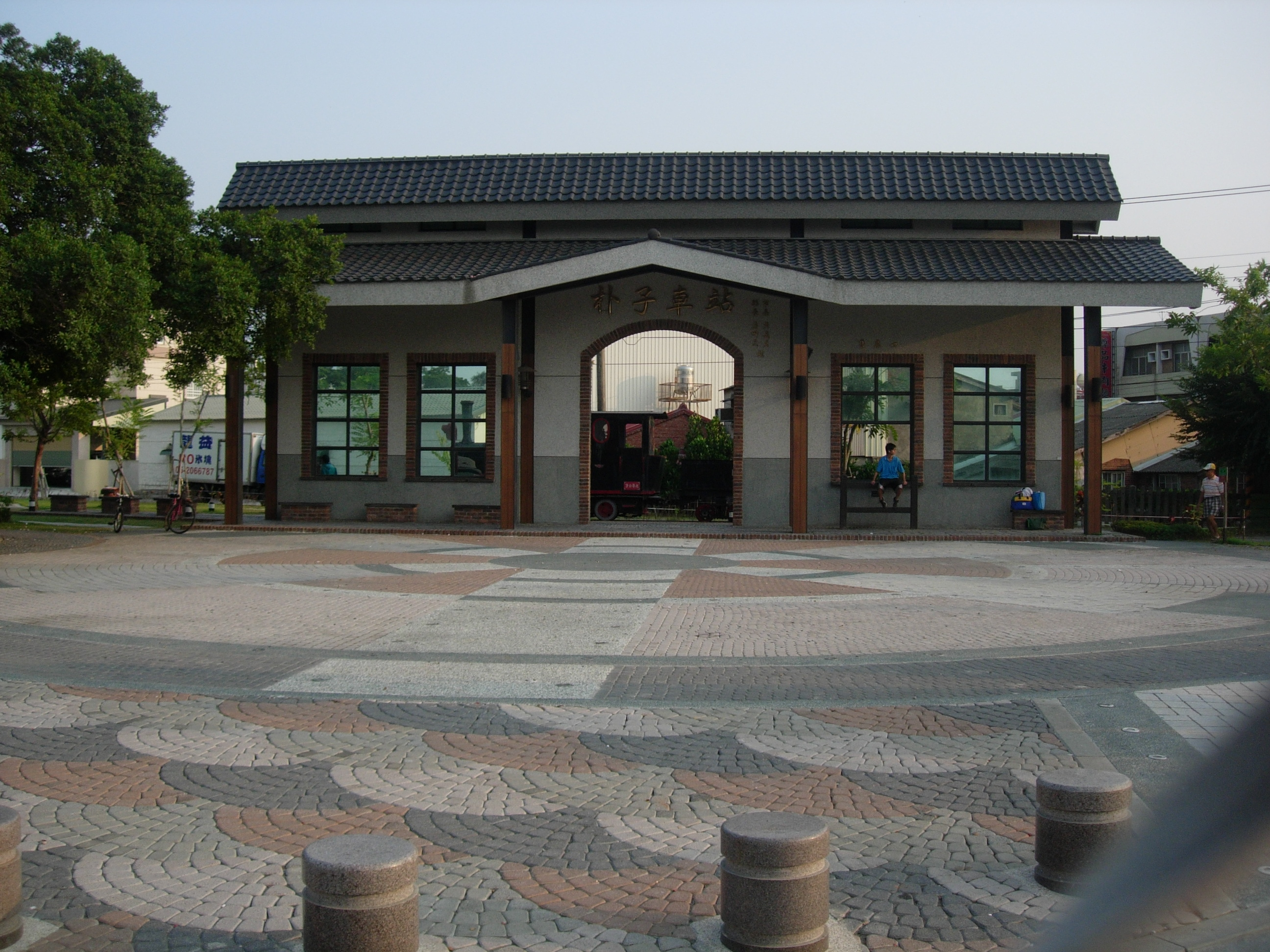
朴子市旧朴子駅跡地で保存されていた復活間近の650型機関車